# Lars Göran Persson
Lars Göran Persson, född 14 mars 1958 i Valbo i Gästrikland,  är en svensk skådespelare och pjäsförfattare.
Persson är utbildad vid Skara Skolscen. Han studerade dessutom vid Statens scenskola i Malmö 1977–1980, där han gick i samma klass som bland andra Johan Ulveson och Lotta Ramel.
Persson har varit med i Musikteatergruppen Oktober, Folkteatern i Göteborg. Sedan 1986 har han varit engagerad vid Stockholms stadsteater.
1997 tilldelades han Svenska Dagbladets Poppepris för sin stumma roll som hund i Hunden ska skjutas.
Persson har även spelat rollen som Larse i Björnes Magasin och den kriminelle Larry i TV-serien Tre Kronor. Perssons karaktär Larry var en av få som överlevde Tre Kronors slutscener, då nästan alla andra rollkaraktärer mördades av den psykopatiske prästen, Sten Frisk.

## Filmografi
- 1988 – Livsfarlig film – Sisyfos
- 1988 – Kråsnålen (TV-serie) – artillerist Olsson
- 1991 – Riktiga män bär alltid slips – Enrico
- 1991 – Sista vinden från Kap Horn – Henry
- 1992 – Dødelig kjemi (TV-serie) – Max Stenius
- 1993 – Euro Boy – intervjuaren
- 1993 – Pariserhjulet – Knut Kallsten
- 1993 – Pendlaren
- 1994 – Lutning – pojken
- 1994 – Polismördaren – Polis 2
- 1994 – Jönssonligans största kupp – Andrzej Klucz
- 1995 – Esters testamente (TV-serie) – Björn
- 1996 – Äventyrspizza
- 1997 – Babsan och Bosse
- 1997 – Hem ljuva hem
- 1997 – Snoken (TV-serie) – Tobias
- 1997–1999 – Tre Kronor (TV-serie) – Larry Karlsson-Persson
- 1999 – Mitt i livet (TV-serie) – Göran Stolpe
- 1999 – Flykten från Jante – vännen
- 2002 – Babsan – flirta på jobbet
- 2003 – Prinsesstårtan
- 2005 – Bland tistlar
- 2006 – Kungens nya kläder
- 2006 – Tiden går fort när man har roligt
- 2006 – Wallander – Täckmanteln – Oskar Oskarsson
- 2007 – Farligt fett
- 2007 – En riktig jul (TV-serie) – Leonard
- 2011 – Hopp (röst)
- 2016 – Syrror (TV-serie) – Gästroll

## Teater

### Roller (ej komplett)
| År   | Roll                      | Produktion                                                                          | Regi                 | Teater                                |
| ---- | ------------------------- | ----------------------------------------------------------------------------------- | -------------------- | ------------------------------------- |
| 1985 |                           | Ett litet drömspel Staffan Westerberg                                               | Finn Poulsen         | Folkteatern i Gävleborg               |
| 1985 |                           | Förbjudet område Klas Östergren                                                     | Magnus Bergquist     | Riksteatern                           |
| 1987 | P.T. Barnum               | Chang Eng Göran Tunström                                                            | Henric Holmberg      | Stockholms stadsteater                |
| 1992 | Medverkande               | Mulliga vitaminer, revy Calle Norlén, Sven Hugo Persson, Tomas Tivemark             | Mikael Hylin         | Stora teatern, Stockholm              |
| 1996 | Tom Fillie Leslie         | Sylvia A. R. Gurney                                                                 | Rickard Günther      | Folkan                                |
| 1998 | Läkare                    | Linje lusta (A Streetcar Named Desire) Tennessee Williams                           | Rickard Günther      | Stockholms stadsteater                |
| 1999 | Daniel "Rooster" Hannigan | Annie Charles Strouse, Thomas Meehan och Martin Charnin                             | Trond Lie            | Göta Lejon                            |
| 2002 | Andens röst               | Mio, min Mio Kristina Lugn                                                          | Stina Ancker         | Stockholms stadsteater                |
| 2003 | Jerry Lukowski            | Allt eller inget (The Full Monty) Terrence Mcnally och David Yazbek                 | Marianne Mörck       | Stockholms stadsteater                |
| 2007 | Shere Khan                | Djungelboken (The Jungle Book) Rudyard Kipling                                      | Alexander Mørk-Eidem | Stockholms stadsteater                |
| 2009 | Kapten de Treville        | De tre musketörerna Alexander Mørk-Eidem                                            | Alexander Mørk-Eidem | Stockholms stadsteater                |
| 2011 | Shere Khan                | Djungelboken (The Jungle Book) Rudyard Kipling                                      | Alexander Mørk-Eidem | Stockholms stadsteater                |
| 2012 | Kapten de Treville        | De tre musketörerna Alexander Mørk-Eidem                                            | Alexander Mørk-Eidem | Stockholms stadsteater                |
| 2014 | Shere Khan                | Djungelboken (The Jungle Book) Rudyard Kipling                                      | Alexander Mørk-Eidem | Stockholms stadsteater                |
| 2015 | Agent XYQ                 | Momo eller Kampen om tiden (Momo) Michael Ende                                      | Allan Svensson       | Stockholms stadsteater                |
| 2016 |                           | Dylansällskapet Dennis Magnusson                                                    | Dennis Sandin        | Kulturhuset Stadsteatern              |
| 2017 | Elder Prices pappa        | The Book of Mormon Matt Stone, Trey Parker och Robert Lopez                         | Anders Albien        | Chinateatern                          |
| 2018 | Philip Henslowe           | Shakespeare in Love Marc Norman och Tom Stoppard                                    | Ronny Danielsson     | Kulturhuset Stadsteatern              |
| 2019 | Lazar                     | Spelman på taket (Fiddler on the Roof) Jerry Bock, Sheldon Harnick och Joseph Stein | Ronny Danielsson     | Kulturhuset Stadsteatern/ Dansens hus |
| 2021 | De Guiche (Understudy)    | Cyrano de Bergerac Martin Crimp                                                     | Alexander Mørk-Eidem | Kulturhuset Stadsteatern              |
| 2022 | Patron                    | Kulla-Gulla Martha Sandwall-Bergström                                               | Maria Sid            | Kulturhuset Stadsteatern              |
| 2022 |                           | Köket är hemmets hjärta Agnes Lidbeck                                               | Nora Nilsson         | Kulturhuset Stadsteatern              |

### Regi (ej komplett)
| År   | Produktion    | Upphovsmän        | Teater                                          |
| ---- | ------------- | ----------------- | ----------------------------------------------- |
| 2012 | Brända tomten | August Strindberg | Stockholms stadsteater på Liljevalchs konsthall |